# Cantinflas (film)
Cantinflas è un film del 2014 diretto da Sebastiàn del Amo con Óscar Jaenada, Michael Imperioli e Bárbara Mori basato sulla vita dell'attore comico messicano Fortino Mario Alfonso Moreno Reyes, in arte Cantinflas.